# 독일토공석공

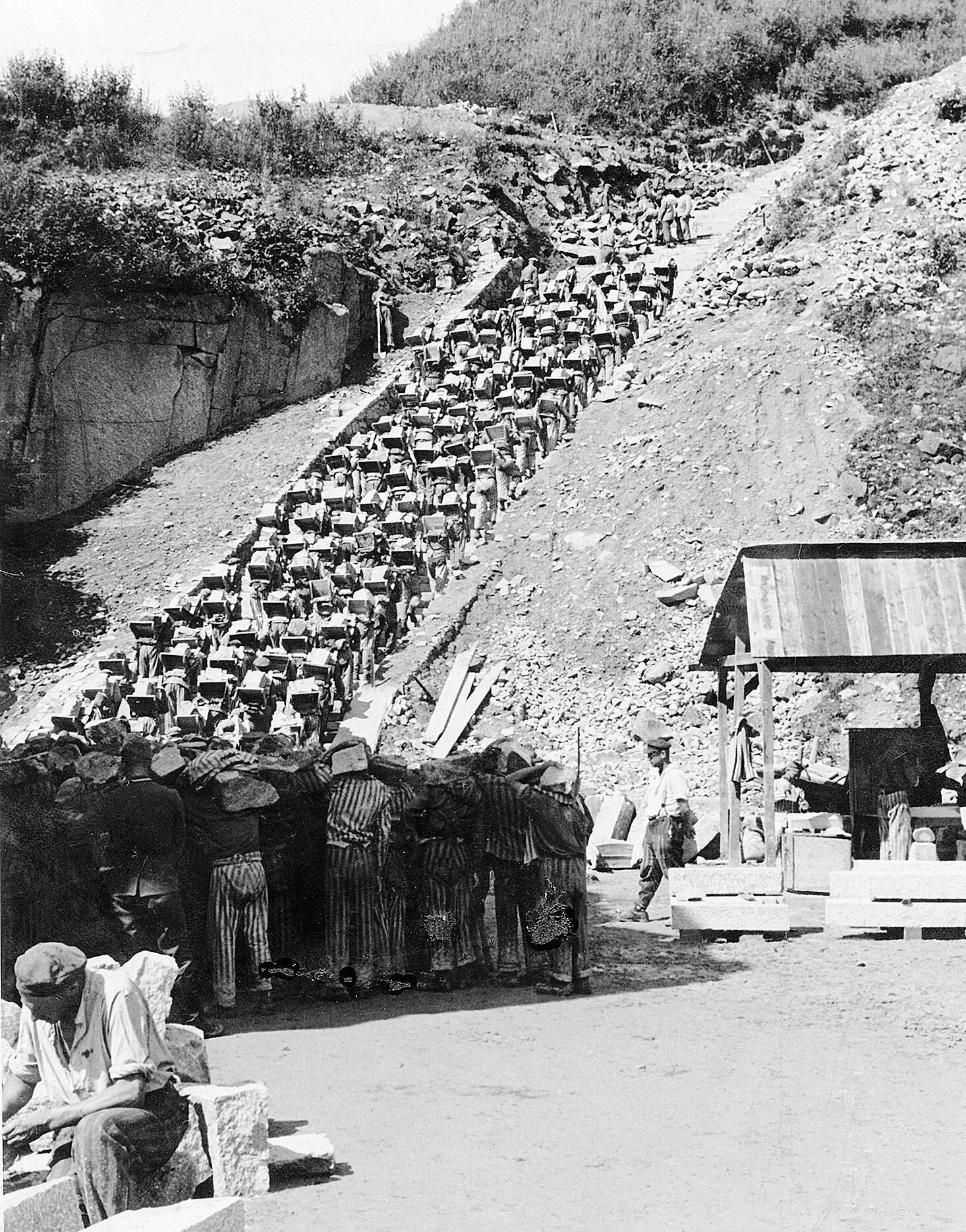
"죽음의 계단"이라는 별명으로 불린 마우트하우젠의 채석장. 마우트하우젠 피수용자들은 무게 50 킬로그램에 달하는 화강암을 이고지고 186계단을 올라야 했다.

유한회사 독일토공석공(독일어: Deutsche Erd- und Steinwerke GmbH), 약칭 데에에스테(DEST)는 나치 친위대가 소유했던 기업으로, 나치 독일의 국책건설사업의 자재를 채굴하고 공급하기 위해 설립했다. DEST는 친위대 경제행정본부(WVHA: 본부장 오스발트 포흘) W청(청장 게오르크 뢰르너)에 딸린 자회사였다.
DEST 본사는 오버외스터라이히의 장크트게오르겐안데어구젠에 소재했으며, 근교에 마우트하우젠 수용소의 분소인 구젠2수용소가 1944년 설립되어 피수용자들을 노예노동에 써먹었다.